# Asociación de Municipalidades de La Punilla
La Asociación de Municipalidades de La Punilla es un convenio creado el 26 de diciembre de 2001 de 4 comunas chilenas con el propósito de crear alianzas estratégicas, razón de esta propuesta de desarrollo y gestión común. Se ubica en la Provincia de Punilla, de la Región de Ñuble.
Las comunas que conforman la alianza son Coihueco, Ñiquén, San Carlos y San Fabián, que en conjunto tienen una población total de 89.530 beneficiados con este pacto estimada al año 2010.

## Administración
La asociación está constituida por un directorio ejecutivo, que está formado por los 4 alcaldes de las comunas, y cuyo presidente es Manuel Pino Turra, de la comuna de Ñiquén, a partir del 6 de diciembre de 2012. También cuenta con un consejo general, integrado por los 4 consejos municipales.

### Miembros
- Presidente de la Asociación: Manuel Pino Turra
- Directorio Ejecutivo: Carlos Chandía Alarcón, Manuel Pino Turra, Hugo Gebrie Asfura y Lorena Jardúa Campos.
- Consejo General: Juan Carlos Sáez Freire, Solanyen Cárdenas Sandoval, Patricio Merino Hermosilla, José Guzmán Zúñiga, Daniel Sepúlveda Andrade, y Juan Muñoz Quezada de Coihueco; Rodrigo Puentes Cartes, Luis Tillería Henriquez, Mauricio Garrido Sepúlveda, José Mercado Fuentes, Sergio Parada Parada, y Álvaro Jeldres Acuña de Ñiquén; Mario Sabag Couchot, Cesar Ortiz Gallegos, Héctor Guzmán Vásquez, Lucrecia Flores Rodríguez, Sergio Ruiz Aedo, y Roberto Tapia Pinela de San Carlos; y Rodrigo Ávila González, Fernando Jiménez Benavides, Héctor González Leiva, Juan Parada Fuentes, Jaime Meriño Constanzo, y Juan Quiroga Navarrete de San Fabián.

## Creación
La ley Orgánica Constitucional de Municipalidades N° 18.695 de 1998, faculta a los municipios a la creación de asociaciones comunales, y la estrategia regional del desarrollo de la región del Biobío durante el periodo 2000 - 2006, que orienta la definición de territorios con el propósito de crear alianzas estratégicas.
Es por esto que el 26 de diciembre de 2001 se crea oficialmente la "Asociación de Municipalidades de La Punilla", por parte de los alcaldes Fernando May Covin de la comuna de Coihueco, Domingo Garrido Torres de la comuna de Ñiquén, Salvador Rodríguez Rodríguez de la comuna de San Carlos, e Iván Contreras González de la comuna de San Fabián.
Desde diciembre de 2008, la asociación es representada por los alcaldes Arnoldo Jiménez Venegas de Coihueco, y actual presidente de la asociación, Domingo Garrido Torres de Ñiquén, Hugo Gebrie Asfura de San Carlos y Cristián Fernández Gómez de San Fabián.

## Territorio
Se ubica en el extremo noreste de la región del Biobío, en la provincia de Ñuble. El territorio total de la asociación es de 4.712 km², que equivale al 35,7% de la superficie de la provincia y al 12,7% de la superficie de la región; de ellos 1.568 km² corresponden a San Fabián, 1.777 km² a COihueco, 874 km² a San Carlos, y 495 km² a Ñiquén. 
Limita al norte con las comunas de Cauquenes, Colbún y Parral de la región del Maule por el norte; con Argentina por el este; Chillán, Pinto y San Nicolás por el sur; y las comunas de Ninhue y Quirihue por el oeste.

## Población
La alianza cubre una población de 88.692 habitantes, de los cuales 50.130 corresponden a la comuna de San Carlos, 23.492 a la comuna de Coihueco, 11.433 a la comuna de Ñiquén y 3.638 a la comuna de san Fabián. Del total 47.852 habitantes son de zonas rurales y 40.840 son de zonas urbanas, principalmente de la ciudad de San Carlos, donde viven 31.064 habitantes del total urbano.

### Localidades
Dentro de las localidades urbanas que se ven beneficiadas están: San Carlos en la comuna homónima con 29.359 habitantes, la ciudad más grande de la asociación y de carácter comercial, Coihueco de la comuna homónima con 7.230 habitantes, San Fabián de Alico de la comuna de San Fabián con 1.425 habitantes, Cachapoal de la comuna de San Carlos con 1.164 habitantes, San Gregorio de Ñiquén de la comuna de Ñiquén con 1.143 habitantes y la Villa Ilinois de San Carlos con 495 habitantes.

## Economía
La economía de la zona es principalmente dedicada a la producción silvo-agropecuaria y turísticas, además de comercial en la ciudad de San Carlos.

## Proyectos
Actualmente existen 2 codiciosos y estratégicos proyectos en la asociación:
- El cuestionado "Embalse La Punilla" que estaría ubicado en la comuna de San Fabián y beneficiaria a las 4 comunas con agua de riego para los agricultores, y además de energía eléctrica para el país.
- El "Paso Fronterizo El Salitre-Lumabia", también ubicado en la comuna de San Fabián y beneficiaría al turismo en la zona con la llegada de turistas argentinos.